# Tjärven

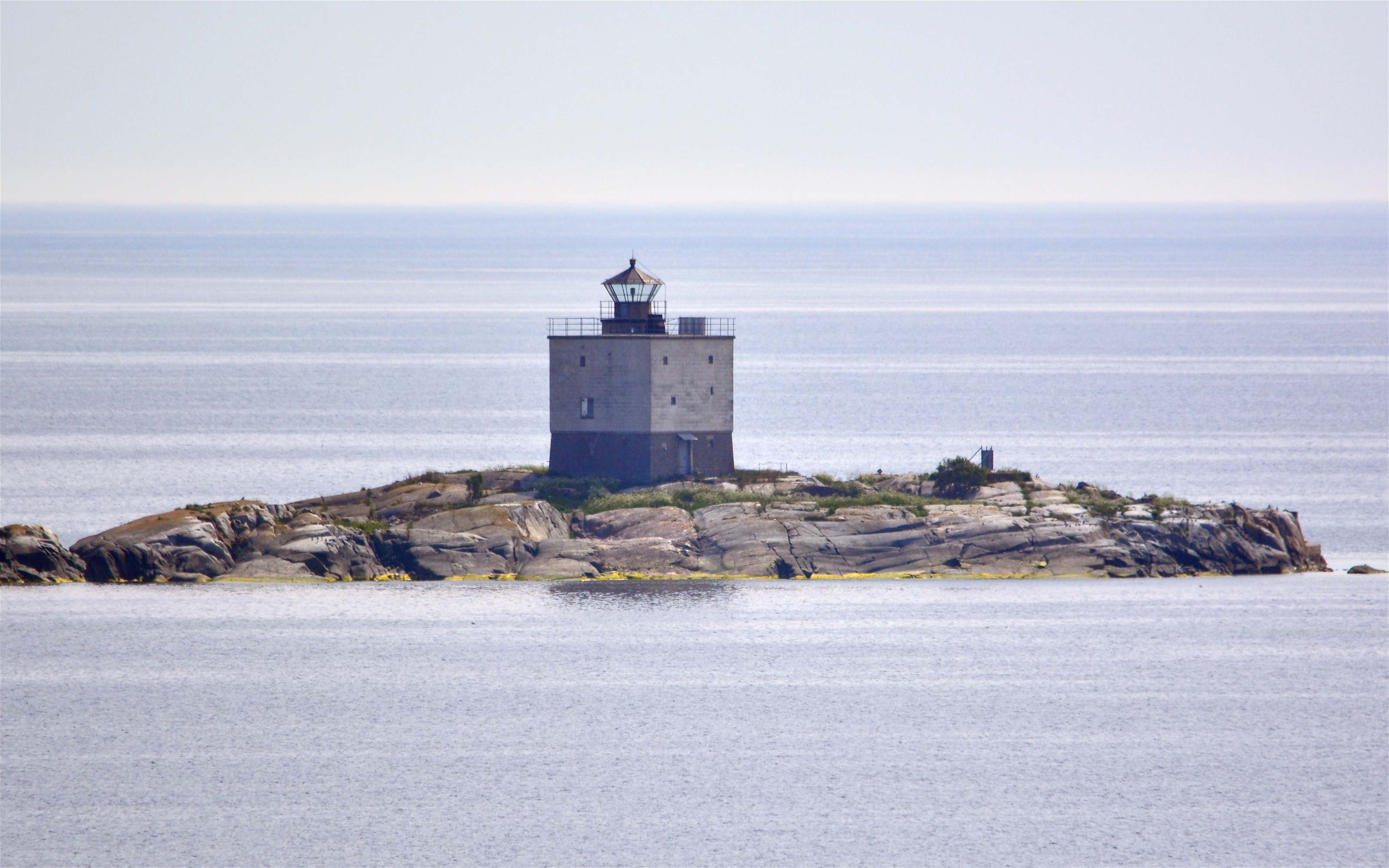
Tjärvens fyr.

Tjärven är ett skär som ligger omgärdad av djupa vatten 2 nautiska mil nordnordväst Söderarm i Norrtälje kommun. Tjärven är det yttersta skäret i det som tidigare kallades Norre arm, det vill säga skärgården norr om Furusundsleden, i analogi med Söderarm.

## Historia
Första gången Tjärven nämns i skrift är som Kerven på Anders Bures karta från 1626. Kartografin på den tiden var inte lika noggrann som idag och namnet ser snarare ut att syfta på Vattungarna eller Norrskären längre västerut. En betydligt noggrannare återgivning av Kjärfven finns på sjömätningens grundkarta från 1805. På den syns även Tjärvarhamn, en idag torrlagd hamnvik på östra sidan. Någon gång i mitten av 1800-talet uppfördes ett kummel på Tjärven. Det finns inte med på kartan från 1805, men från 1872 finns det dokumenterat. 1882 kompletterades det med ett stångmärke.
Planerna på en fyr på Tjärven initierades av Åbo sjöfartsförening 1892. De påpekade i ett brev till Lotsstyrelsen riskerna med att närma sig Furusundsleden nattetid och att det dessutom saknades mistsignalering vid Söderarm, vilket var en allvarlig brist. Lotsstyrelsen förkastade förslaget efter att först ha utvärderat om det skulle gå att flytta Söderarms fyr, med stentorn och allt, till Tjärven. Efter ett antal skeppsbrott och grundstötningar runt Tjärven och Söderarm de följande åren aktualiserades frågan på nytt 1898. De praktiska svårigheterna med att bygga en fyr på ett så litet och utsatt skär vållade problem och det var först 28 april 1902 som det fattades ett kungligt beslut om att det skulle byggas en fyr på Tjärven.
Fyrbygget påbörjades i maj 1902 och den första november 1903 tändes fyren för första gången. Fyren automatiserades år 1945 och 1952 genomgick fyren en stor ombyggnad och fick det mer funktionalistiska utseende den har idag. Bland annat kläddes fasaden med eternitplattor och lanterninen byttes ut. Apparaten för mistsignalering (mistluren) var 1903 en misttrumpet. Den ersattes 1926 av en tyfon, som i sin tur ersattes av en nautofon vid ombyggnaden 1952. Denna karaktäristiska signal vid dimma är idag borttagen. Hösten 2008 ersattes fyrens 1000-wattslampa med en mindre solcellsdriven LED-lykta.
I början av mars 2010 fastnade ett stort antal Finlandsfärjor och lastfartyg flera timmar i den tjocka packis som bildats i områdena utanför Tjärven efter en period av kallt och blåsigt väder.

## Fyren
Fyren byggdes i nationalromantisk stil och liknade i sin ursprungliga skepnad lika mycket en medeltida borg, med kreneleringar på taket och burspråk, som en fyr. Arkitekturen är ovanlig för en fyrbyggnad och har eggat fantasin hos mången förbipasserande.
| ”                | Vem flyttade slottet hit och satte det på ett ödsligt skär? Vem tog det ur öknen, djinn eller ande, vem bor i de hundra gemaken, nymf eller fe? Vem flyger i fjäderhamn dit, vem stiger dit upp ur de svartblanka vatten? | „ |
| – Gunnar Ekelöf, | |   |

Fyren var inte tillräckligt stor för att fyrvaktare med familjer skulle kunna bo där permanent. Därför bemannades fyren av personal från Söderarm i tvåveckorsskift. Byggnaden var även av andra skäl inte lämplig som bostad. Fukt trängde in genom väggarna och lasarettsläkaren Carl Pontén dömde 1905 ut fyren som bostad efter att en av fyrvaktarna drabbats av tuberkulos. Dessutom var tillgången på färskvatten ytterst begränsad.

## Skönlitteratur
John Ajvide Lindqvist skrev en kortroman om Tjärven som har just "Tjärven" som titel. Den handlar om ett gäng i fyrtioårsåldern som har klassåterträff med att fira midsommar på ön, men de blir olyckligtvis fast där tillsammans med en massa hjärnätande zombier. Romanen släpptes först som mp3 och e-bok (2011) och trycktes senare även i novellsamlingen Våran hud, vårat blod, våra ben (2016).